# Исмаилов, Хегани Беджетдинович
Хегани Беджетдинович Исмаилов (10 ноября 1990, Сабнова, Дербентский район, Дагестанская АССР, РСФСР, СССР) — российский штангист, двукратный призёр чемпионата России по тяжёлой атлетике. Выступал в категории до 62 кг. Мастер спорта России. По национальности — азербайджанец.

## Биография
В августе 2009 года в Нальчике на чемпионате России стал серебряным призёром, уступив Антону Дудину. В апреле 2014 года в Волгограде стал победителем чемпионата ЮФО и СКФО. В августе 2014 года на чемпионате России в Грозном стал серебряным призёром, уступив Павлу Суханову. В апреле 2017 года в Бабаюрте стал чемпионом Дагестана. В июне 2017 года в Ростове-на-Дону стал победителем чемпионата ЮФО и СКФО памяти двукратного Олимпийского чемпиона Василия Алексеева.

## Спортивные результаты
- Чемпионат России по тяжёлой атлетике 2009 —  (115+143=258);
- Чемпионат России по тяжёлой атлетике 2014 —  (118+153=271);